# Ленинград (лидер эскадренных миноносцев)
«Ленинград» — лидер эскадренных миноносцев проекта 1, построенный для Военно-Морского Флота СССР. Принимал участие в боях в составе Балтийского флота во время советско-финской войны и Великой Отечественной войны.

## Строительство
Корабль был заложен 5 ноября 1932 года на Судостроительном заводе имени А. А. Жданова (завод №190). Получил заводской номер С-450. Спущен на воду 18 ноября 1933 года. Судно долгое время достраивалось на плаву, так как оно представляло собой лишь корпус, в котором только в 1935 году погрузили и смонтировали главную энергетическую установку, отдельные системы и вспомогательные механизмы. Вооружение, системы управления артиллерийской и торпедной стрельбой для лидера ещё только разрабатывались или проходили испытания.
Осенью 1936 года был завершён монтаж вооружения, оборудования и систем. В период с сентября 1934 по август 1935 года проходили швартовые испытания,в сентябре 1935 — октябре 1936 года — заводские ходовые испытания. В октябре 1936 года корабль предъявили Постоянной государственной комиссии по приёму построенных и капитально отремонтированных кораблей. На приёмо-сдаточных испытаниях 5 ноября 1936 года «Ленинград» при водоизмещении 2225 т и мощности 67 250 л.с. на мерной линии Гогланд—Родшер (длиной 9,65 мили) достиг рекордной по тем временам скорости — 43 уз. Это значение на 3 уз превышало спецификационное, что давало возможность даже уйти от прямой торпедной атаки. После официальной сдачи лидера флоту 5 декабря 1936 года — корабль до июля 1938 года простоял у достроечной стенки завода № 190 — по гарантийным обязательствам устранялось значительное количество дефектов, обнаруженных при первых выходах в море.

## История службы
Служба лидера «Ленинград» началась в июле 1938 года, когда он отошёл от достроечной стенки завода № 190. Уже в июле 1939 года корабль принимал участие в учениях — в составе эскадры выходил из Кронштадта до траверза острова Готланд, где отрабатывались задачи по совместному плаванию.
К началу Второй мировой войны «Ленинград» был включён в состав Отряда лёгких сил (ОЛС) КБФ. С 24 по 26 сентября 1939 года лидер вместе с эсминцем «Стремительный» производил поиск польских подводных лодок у побережья Эстонии, а также в западной части Рижского залива. 24 сентября при осмотре эстонской бухты Ерулахт корабль произвёл три безрезультатных залпа из двух орудий с дистанции 60 кб под предлогом обстрела секретной базы польских подводных лодок. После заключения 5 октября 1939 года договора о взаимопомощи между СССР и Латвией  1-й дивизион эсминцев во главе с лидером «Ленинград» базировался в наиболее оборудованном порту — Лиепае.

### Зимняя война
После начала Советско-финской войны по приказу Военного совета КБФ 5 декабря 1939 года был образован отряд особого назначения для занятия островов Лавенсари и Сескар. Командиром отряда стал капитан 1 ранга С.С.Рамишвили, который разместился на «Ленинграде». Судно находилось в составе группы кораблей эскадры Балтийского флота, основной задачей которой было подавление фланговых батарей противника, обстрел финского побережья и поддержка артогнём высадки десанта на острова Суурсари (Гогланд), Сескар и Лавенсари. В первый день войны корабль уже участвовал в обстреле финских островов. Следующий боевой выход судна состоялся 10 декабря для обстрела 254-мм батареи на острове Торсари (Тиуринсари). Из-за плохой видимости выполнить боевые задачи «Ленинград» не смог и, не открывая огня, повернул на обратный курс. В это время батарея противника начала артобстрел и первым же залпом накрыла судно. «Ленинград», иссечённый осколками от близких разрывов снарядов, вернулся в базу, где был произведён ремонт в мастерских порта.
В середине января 1940 года после устранения повреждений от предыдущего похода лидер был снова направлен для дозорной и блокадной службы в северной части Балтийского моря в районе маяка Бенгтшер. После возвращения на базу через льды толщиной до 0,3 м корпус «Ленинграда» оказался деформированным от 0 до 140 шпангоута. Отдельные вмятины корпуса достигали в высоту 2 м и ширину 6 м, а стрелка прогиба доходила до полуметра. От сильного сдавливания корпуса корабля льдами во многих местах разошлись швы наружной обшивки и топливных цистерн. В таком «небоевом» состоянии лидер был поставлен в ремонт.

### Между войнами
По окончании ремонта 31 мая 1941 года корабль вышел на ходовые испытания, однако во время первого выхода были повреждены трубки котлов, что привело к внеочередному ремонту. Всего же с момента окончания Зимней войны и до начала Великой Отечественной «Ленинград» 9 раз вставал в док для клепки расползавшихся листов подводной части корпуса, смены котлов и изъеденных гребных винтов.

### Великая Отечественная война

#### Оборона Таллина
Накануне войны лидер «Ленинград» входил в состав 4-го дивизиона ОЛС, дислоцировавшегося в Таллине, где его и застало начало боевых действий. Уже в ночь на 23 июня лидер в составе отряда кораблей под флагом командующего эскадрой Балтийского флота контр-адмирала Д.Д. Вдовиченко вышел в море на свою первую минную постановку на линии Ханко-Осмуссар, которая была выполнена без помех, после чего отряд возвратился в Главную базу КБФ. Приняв в минной гавани Таллина мины образца 1926 года, в ночь на 25 июня в составе того же отряда корабль вновь вышел на их постановку, а к 10 ч утра отряд без потерь возвратился в базу. «Ленинград» часто привлекался к минным постановкам, и в течение нескольких выходов выставил около 400 мин заграждения, постоянно находясь под обстрелом береговых батарей и бомбовыми ударами авиации противника. В июле на корабль была установлена временная система размагничивающих устройств.
Тем временем сухопутные силы противника блокировали со стороны суши Таллин, где сосредоточились к тому времени основные силы КБФ. Для помощи в обороне Таллина 10 августа 35 человек из экипажа лидера были направлены на фронт. Все крупные корабли, в том числе и «Ленинград», с 22 августа были включены в систему обороны города в качестве средств артиллерийской поддержки. 24 августа, согласно рапортам корректировочных постов, артиллерийским огнём крейсера «Киров» и лидера «Ленинград» была разрушена переправа в районе мызы Йыгису через реку Кейла-Йыги, где уничтожено и повреждено 20 танков.

#### Таллинский переход
28 августа принял участие в Таллинском переходе, прикрывая крейсер «Киров». Должен был занять место затонувшего «Якова Свердлова», но проигнорировал приказ комфлота. Во время перехода уничтожил батарею вермахта на мысе Юминда.
29 августа сопровождал повреждённый лидер «Минск». Во время сопровождения уничтожил несколько мин, вечером прибыл к Кронштадту.

#### Оборона Кронштадта
В первых числах сентября лидер привлекался к постановке мин на тыловой минной позиции, где он выставил более 80 мин в 18 минных заграждениях. 17 сентября его включили в систему обороны города. С 19 сентября атаковался немецкой авиацией. 21 сентября был переведён в Западную группу кораблей, поддерживавших части 8-й и 42-й армий.
22 сентября «Ленинград» во время контрбатарейной стрельбы получил повреждения корпуса, механизмов и некоторых приборов от взрыва немецкого снаряда. Был переведён к Канонерскому острову, но 12 октября во время ведения артиллерийского огня по неприятелю получил опасное повреждение от двух снарядов: первый пробил корпус и затопил цистерны с топливом и водой, осколки второго стали причиной пожара на палубе. 14 октября «Ленинград» поставили на ремонт у стенки завода № 196.

#### Эвакуация Ханко
Гарнизон с полуострова Ханко должен был быть эвакуирован в ближайшее время. 2 ноября «Ленинград» был включён во второй отряд. С 9 ноября отряд пытался прорваться к Ханко, но плохая погода помешала дойти до полуострова. 11 ноября отряд снова вышел к полуострову. Ввиду сильной бури протраленная полоса сузилась до 60 м, что сводило на нет все меры противоминного обеспечения идущих за тральщиками кораблей.
К северу от мыса Юминда (65 миль до Ханко) корабли вошли на минное поле, и в тралах начали взрываться мины. Две мины, взорвавшиеся в левом параване на расстоянии 10 и 5 м от борта «Ленинграда», серьёзно повредили корабль: вышли из строя левая турбина, лаг и гирокомпас, в обшивке корпуса появились трещины, поступающая вода затопила семь нефтяных цистерн. Лидер стал на якорь, чтобы устранить повреждения в машинном отделении.
Связь с кораблём была, однако, потеряна. Командир «Ленинграда» решил возвращаться к Гогланду самостоятельно, однако сопровождавший его «Жданов» затонул в 5 часов утра. Тральщик Т-211 провёл повреждённый корабль к Гогланду. К середине дня 12 ноября отряд снова сосредоточился у Гогланда, на рейде Северной деревни. Здесь лидеру передали 100 т мазута, и в тот же день «Ленинград» и эсминец «Стойкий» получили разрешение уйти в Кронштадт.

#### Блокада Ленинграда
25 ноября «Ленинград» поставили на ремонт, в ходе которого специальным решением Военного Совета КБФ от 8 января 1942 года было приказано смонтировать на «Ленинград» в срок до 25 февраля 1942 года штатную систему размагничивания ЛФТИ. Ремонт длился всю зиму. В мае 1942 года «Ленинград», включённый в артиллерийскую систему обороны города, вёл огонь по позициям противника. 14 мая в результате очередного огневого налёта противника на город лидер опять получил серьёзные повреждения и вновь был поставлен на ремонт.

#### Деблокада Ленинграда и последующие бои
В 1943 году корабль участвовал в нанесении массированных артиллерийских ударов по узлам сопротивления врага в полосе наступления 55-й армии. В январе 1944 года артиллерия лидера, занимавшего огневую позицию на Малой Неве у моста Строителей, помогла снять блокаду. 10 июня корабль участвовал в мощном артобстреле позиций противника, действовавшего в полосе наступления 21-й армии Ленинградского фронта. До конца войны в море дальше Кронштадта лидер «Ленинград» не выходил ввиду минной опасности.
За заслуги в обороне Ленинграда экипаж корабля в 1943 году награждён  медалью «За оборону Ленинграда».

### Послевоенная служба
После войны лидер несколько раз переклассифицировался. 12 января 1949 стал эсминцем. С 19 декабря 1951 года по 25 ноября 1954 года прошёл капитальный ремонт и модернизацию. 18 апреля 1958 был выведен из боевого состава КБФ и переоборудован в корабль-цель ЦЛ-75. 13 октября 1959 года включён в состав СФ, 15 сентября 1960 года разоружён и превращён в плавказарму ПКЗ-16. Окончательно 10 августа 1962 года переоборудован в судно-мишень СМ-5.
В мае 1963 года при отработке нового ракетного корабельного комплекса потоплен крылатой ракетой П-35 крейсера «Грозный» в Белом море вблизи Соловецких островов.

## Командиры
- 1938—1939 — В. Н. Лежава
- 1939—1941 — капитан III ранга С. Д. Солоухин
- 1941—1942 — капитан III ранга Г. М. Горбачёв
- ноябрь-декабрь 1942 — капитан II ранга М. Д. Полегаев
- декабрь 1942 — сентябрь 1943 — капитан II ранга Г. С. Абашвили[2]
- сентябрь — 20 ноября 1943 — капитан III ранга Николай Николаевич Ротинов
- 20 ноября 1943 — 27 января 1945 — капитан II ранга В. М. Климов
- 27 января — апрель 1945 — капитан III ранга Павел Трофимович Гребенчук (врид)
- апрель-май 1945 — капитан II ранга Е. П. Збрицкий
- 1946—1947 — Г. П. Васильев